# Canterra Tower
Canterra Tower (auch: Devon Tower) ist ein hohes Bürogebäude in Calgary, Alberta, Kanada. Das Gebäude befindet sich auf der 400 3rd Avenue South West und erreicht eine Höhe von 177 Metern und verfügt über 45 Stockwerke. Das Gebäude wurde 1988 fertiggestellt und von WZMH Architects im postmodernen Stil gestaltet.
Das Gebäude wird von der Immobilienfirma Oxford Properties Group betrieben. Die größten Mieter in dem Gebäude sind Devon Canada, ein Energieunternehmen sowie Rose Canada LLP, eine der größten kanadischen Anwaltsfirmen. Des Weiteren haben weitere Unternehmen Büroflächen angemietet.